# Dülmen
Dülmen é uma cidade da Alemanha, localizada no distrito de Coesfeld, região administrativa de Münster, estado da Renânia do Norte-Vestfália.

## História

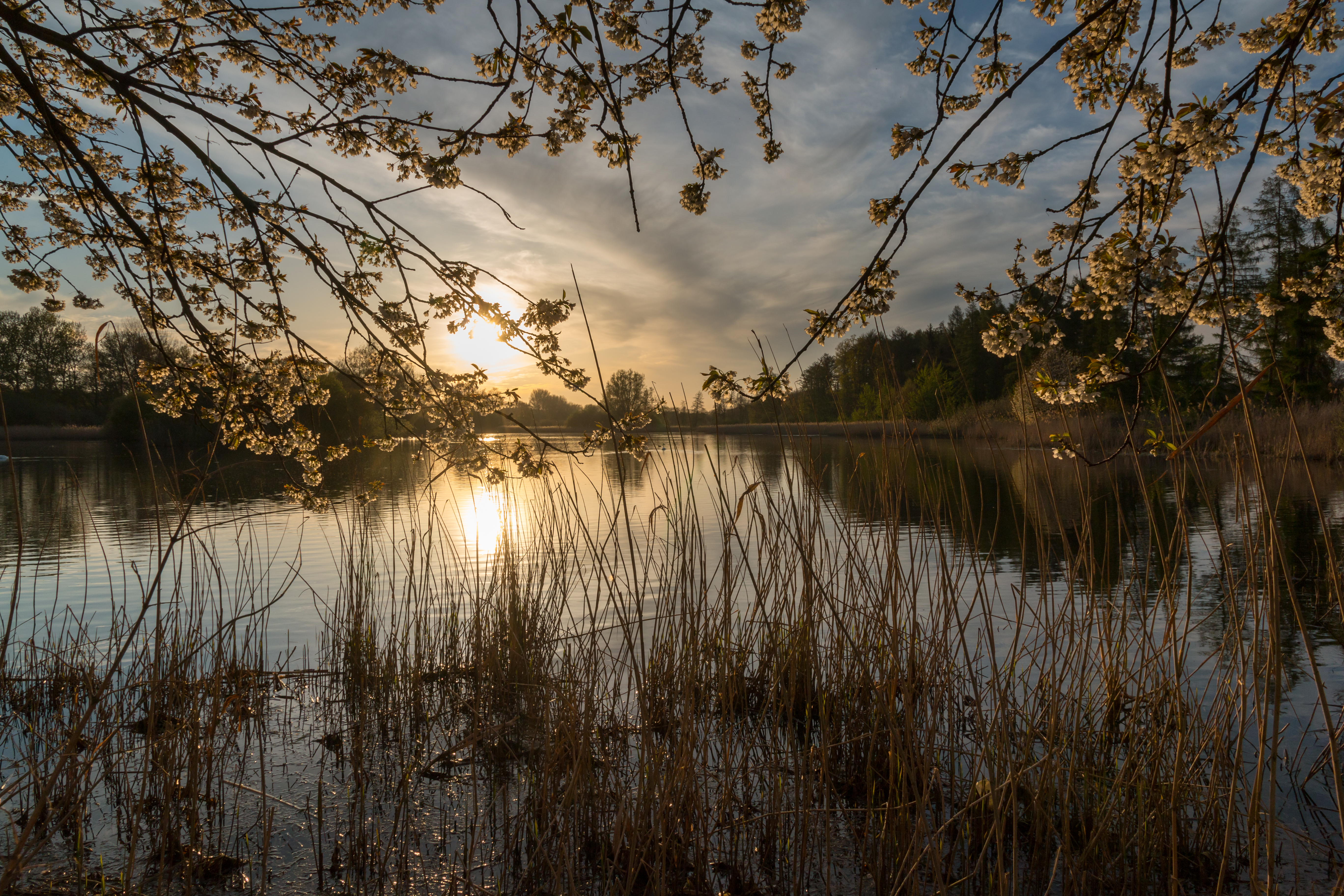
Entardecer em Oedlerteich, Kirchspiel, Dülmen, Renânia do Norte-Vestfália, Alemanha

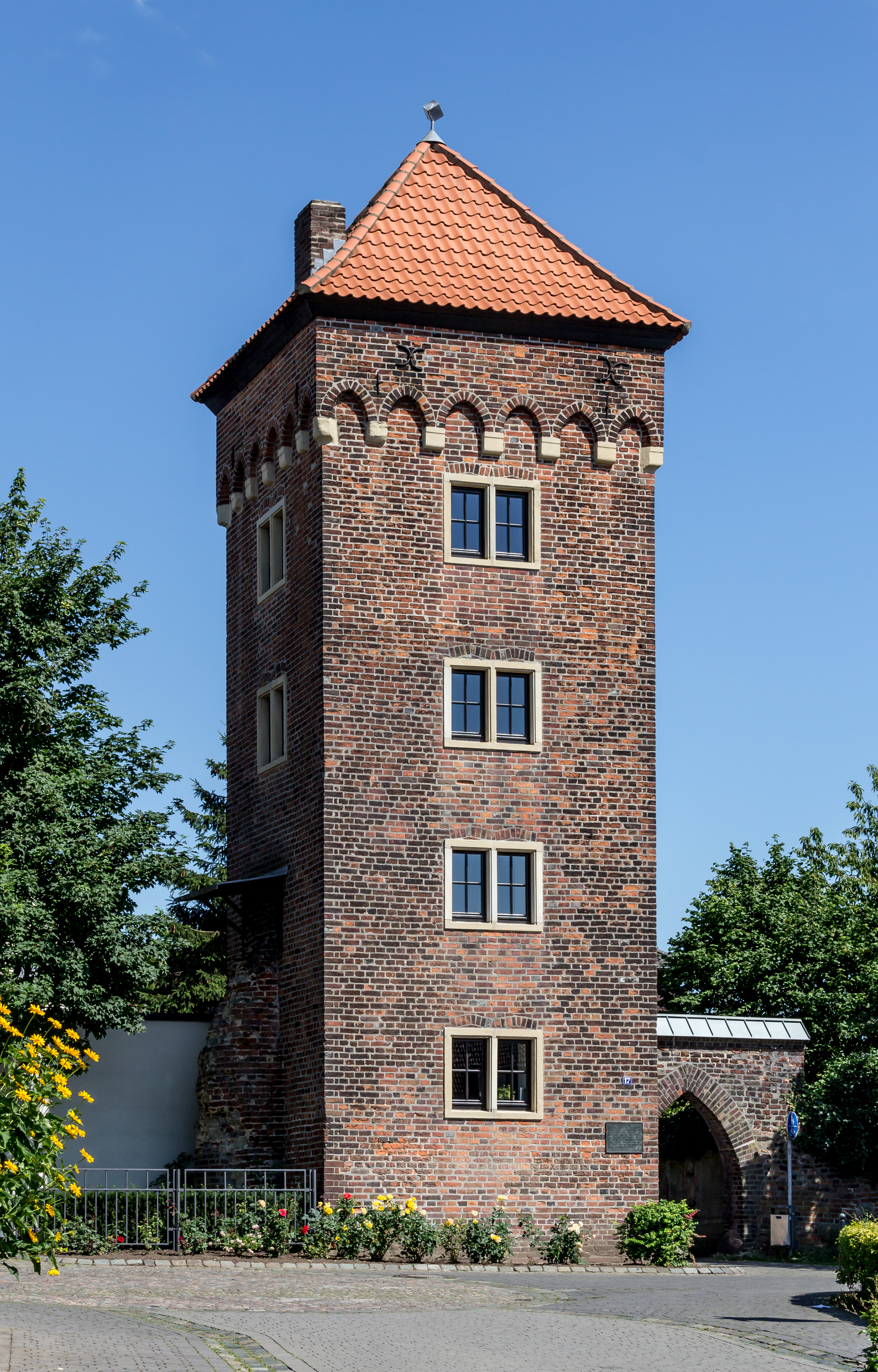
Nonnenturm em Dülmen

O local foi mencionado pela primeira vez como Dulmenni em 889, como propriedade da Abadia de Werden. Dülmen recebeu privilégios de cidade em 1311. Aderiu à Liga Hanseática em 1470. Fez parte do Príncipe-Bispado de Münster até ser mediatizado em 1803. Após um curto período nas mãos da Casa de Croÿ, foi tomado pela França em 1811. Após a derrota de Napoleão, passou a fazer parte da Província Prussiana da Vestfália. A usina petrolífera de Dülmen foi alvo da Campanha do Petróleo da Segunda Guerra Mundial: 90% da cidade foi destruída e a cidade foi reconstruída após a guerra. Em 1973, a população chegava a 20 000. Em 1975, Rorup, Merfeld, Hiddingsel, Buldern, Hausdülmen e Kirchspiel Dülmen tornaram-se parte de Dülmen.

## Pessoas notáveis
- Anne Catherine Emmerich (1774-1824), cônego e mística, viveu e morreu aqui
- Clemens Brentano (1778–1842), escritor, viveu aqui de 1819 a 1824
- Franz von Papen (1879–1969), político, viveu em Dülmen de 1918 a 1930
- Fritz Pütter (1895–1918), piloto de caça
- Marianne Werner (nascida em 1924), atleta
- Jürgen Drews (nascido em 1945), artista, mora aqui
- Hartmut Surmann (nascido em 1963), pesquisador de robótica
- Franka Potente (nascida em 1974), atriz, morou aqui na infância